# Mestandzaagvis
De mestandzaagvis (Anoxypristis cuspidata) is een zaagvis uit de familie Pristidae. De soort komt voor in de ondiepe, tropische wateren van de Indische- en Grote Oceaan op diepten tussen 0 en 40 meter. De soort kan 4,7 meter lang worden en is ovovivipaar (de eieren komen uit binnen het lichaam van het vrouwtje). Vrouwtjes worden pas zwanger als ze 246 tot 282 cm groot zijn.